# Carrier Air Wing Seventeen
Il Carrier Air Wing Seventeen (CVW-17), è uno stormo aereo imbarcato per portaerei della Marina degli Stati Uniti con sede presso la Naval Air Station Lemoore, California. L'ala aerea è attaccata alla portaerei USS Nimitz.

## Unità subalterne
Il CVW-17 è composto da otto squadroni e un distaccamento:
| Codice   | Insegna | Squadrone                                             | Soprannome        | Aereo assegnato      |
| -------- | ------- | ----------------------------------------------------- | ----------------- | -------------------- |
| VFA-22   |         | Strike Fighter Squadron 22                            | Fighting Redcocks | F/A-18F Super Hornet |
| VFA-94   |         | Strike Fighter Squadron 94                            | Shrikes           | F/A-18F Super Hornet |
| VFA-137  |         | Strike Fighter Squadron 137                           | Kestrels          | F/A-18E Super Hornet |
| VMFA-323 |         | Marine Fighter Attack Squadron 323                    | Death Rattlers    | F/A-18C Hornet       |
| VAQ-139  |         | Electronic Attack Squadron 139                        | Cougars           | EA-18G Growler       |
| VAW-116  |         | Carrier Airborne Early Warning Squadron 116           | Sun Kings         | E-2C Hawkeye         |
| HSC-6    |         | Helicopter Sea Combat Squadron 6                      | Indians           | MH-60S Seahawk       |
| HSM-73   |         | Helicopter Maritime Strike Squadron 73                | Battlecats        | MH-60R Seahawk       |
| VRC-30   |         | Fleet Logistics Support Squadron 30 (distaccamento 1) | Providers         | C-2A Greyhound       |

## Storia

### Anni '60
Il Carrier Air Wing Seventeen (CVW-17) fu fondato il 1º novembre 1966 e assegnato alla USS Forrestal. Sebbene fosse un vettore della flotta atlantica, il primo schieramento della Forrestal con il CVW-17 fu in Vietnam, da giugno a settembre 1967. Dopo soli quattro giorni sulla linea con 150 sortite volate, un razzo Zuni fu sparato accidentalmente sul ponte di volo la mattina del 29 luglio 1967. Colpì un aereo rifornito e armato, nell'incendio risultante 134 membri dell'equipaggio furono uccisi e 161 feriti. 21 aerei furono distrutti e 40 danneggiati.

### Anni '70
Dopo un refitting, la Forrestal effettò undici schieramenti nel Mar Mediterraneo con il CVW-17, l'ultimo nel 1982. Nel 1974, il CVW-17 protesse l'evacuazione dei cittadini statunitensi durante l'invasione turca di Cipro. Nel 1976, il presidente degli Stati Uniti Gerald R. Ford iniziò le celebrazioni del Bicentenario degli Stati Uniti a bordo della Forrestal.
Il 15 gennaio 1978 la USS Forrestal stava operando a 60 km dalla costa della Florida, quando un LTV A-7 Corsair II del VA-81 si schiantò durante l'atterraggio. L'aereo colpì un altro A-7 e un Grumman EA-6 Prowler. Due membri dell'equipaggio rimasero uccisi, e 10 feriti. Nel marzo 1981, il CVW-17 si trovava nel Mar Mediterraneo, quando due caccia F-14A Tomcat provenienti dalla USS Nimitz abbatterono due caccia libici.

#### Anni '80 e '90
Quando la Forrestal entrò in un programma triennale di estensione della vita utile (SLEP) nel novembre 1982, il CVW-17 fece un crossdeck sulla USS Saratoga e fece sei schieramenti a bordo di lei fino al 1994. Il 10 ottobre 1985 due F-14A Tomcats del VF-74 Be-Devilers e del VF-103 Sluggers intercettarono un Boeing 737 che trasportava i terroristi che avevano dirottato il transatlantico italiano MS Achille Lauro. I caccia hanno costretto il Boeing 737 ad atterrare alla Naval Air Station Sigonella, in Italia. Nell'aprile 1986, gli aerei del CVW-17 parteciparono all'operazione El Dorado Canyon, il bombardamento della Libia. Il CVW-17 unì le forze con gli aerei dell'aeronautica degli Stati Uniti (USAF); Carrier Air Wing Thirteen dalla USS Coral Sea; e Carrier Air Wing One della USS America. Nel 1991, il CVW-17 stava prendendo parte all'operazione Desert Storm, missioni di volo per 43 giorni consecutivi. Gli aerei del CVW-17 sganciarono 1.800 tonnellate di ordigni, ma perse un F/A-18C Hornet del VFA-81, un F-14A Tomcat da VF-103 e un A-6E Intruder del VA-35. Durante le operazioni Desert Shield e Desert Storm, il CVW-17 comprendeva i seguenti squadroni: VAQ-132 Scorpions, VF-74 Be-Devilers, VF-103 Sluggers, HS-3 Trident, VFA-81 Sunliners, VFA-83 Rampagers, VS- 30 Diamondcutters, VAW-125 Tigertails e VA-35 Black Panthers.
Nel 1988, il CVW-17 operò per alcune settimane dalla USS Independence e dalla USS Constellation nel 1993. Nel 1992, il Carrier Air Wing prese parte all'operazione Deny Flight e Operation Provide Promise in Jugoslavia e all'operazione Southern Watch over Iraq.
Nel giugno 1994 il CVW-17 venne assegnato alla USS Enterprise, con base a Norfolk, Virginia. Il settembre successivo, il CVW-17 trasferì la sua sede a NAS Oceana, Virginia.
Nel 1998 il CVW-17 è stato schierato nel Mar Mediterraneo a bordo della USS Dwight D. Eisenhower. A partire dal 2000, l'ala ha poi effettuato tre schieramenti (2000, 2002 e 2006) a bordo della USS George Washington. Solo nel 2004, il CVW-17 si è unito alla USS John F. Kennedy per il suo dispiegamento finale prima del suo smantellamento.

### XXI° secolo
Nel 2008, il CVW-17 accompagnò la George Washington da Norfolk, Virginia a San Diego, California, sebbene tutti gli squadroni di caccia provenissero dal CVW-7, mantenendo il loro codice di coda "AG". Il CVW-17 venne quindi programmato per essere assegnato alla USS Carl Vinson, come parte del Carrier Strike Group One, che subì una revisione del complesso e del rifornimento (RCOH) fino a luglio 2009.
Da gennaio ad aprile 2010, la Carl Vinson operò al largo di Haiti, in seguito al terremoto di Haiti del 2010. Il CVW-17 consisteva principalmente in distaccamenti di sei squadroni di elicotteri attivi nelle operazioni di soccorso umanitario. Il CVW-17 iniziò il suo primo schieramento regolare sulla Carl Vinson nel Pacifico occidentale e nell'Oceano Indiano il 30 novembre 2010 ed e tornò il 15 giugno 2011. Il CVW-17 completò una seconda distribuzione sulla Carl Vinson da novembre 2011 a maggio 2012. Nell'ottobre 2012, il CVW-17 completò un cambio di base da NAS Oceana, VA al NAS Lemoore, California.
Il 22 agosto 2014, la Carl Vinson e il CVW-17 iniziarono una distribuzione programmata nelle aree di responsabilità della 5ª e 7ª flotta degli Stati Uniti.
La Carl Vinson tornò a San Diego il 6 giugno 2015. Nel corso del dispiegamento, sostenendo operazioni di sciopero in Iraq e Siria, il CVW-17 volò con successo 12.300 sortite, comprese 2.382 missioni di combattimento e perso più di mezzo milione di libbre (230 tonnellate) di ordigni contro l'ISIS.
Nel 2016, il CVW-17 venne riassegnato alla USS Theodore Roosevelt.
Dal 2019, il CVW-17 è assegnato alla USS Nimitz.

## Forza attuale

### Velivoli ad ala fissa
- F/A-18E/F Super Hornet
- F/A-18C Hornet
- EA-18G Growler
- E-2C Hawkeye
- C-2A Greyhound

### Velivoli ad ala rotante
- MH-60S Knighthawk
- MH-60R Seahawk

## Carrier Air Group 17
C'erano due Carrier Air Group designati Carrier Air Group SEVENTEEN (CVG-17). Nessuno dei due gruppi condivide un lignaggio con CVW-17 poiché il primo è stato il precursore del CVW-6 e il secondo venne sciolto otto anni prima che CVW-17 fosse stabilito.